# 텔레오사우루스
텔레오사우루스(Teleosaurus)는 중생대 쥐라기 중기에 살았던 악어이다. 학명은 "완벽한 도마뱀"이라는 의미를 갖고 있다. 식성은 육식이다. 전체 몸 길이는 약 3m, 체중은 150kg정도 나갔을 것으로 추정된다. 화석은 프랑스에서 발견되었다.